# Jan Zygmunt Skrzynecki
Jan Zygmunt Skrzynecki (Żebrak, 8 febbraio 1787 – Cracovia, 12 gennaio 1860) è stato un generale polacco.
Ha combattuto in guerre napoleoniche. È stato comandante in capo nella Rivolta di Novembre.

## Onorificenze
- Virtuti Militari (tre volte)
- Legion d'onore (due volte)
- Ordine di Sant'Anna